# I Hate Music (Superchunk)
I Hate Music è il decimo album in studio del gruppo musicale statunitense Superchunk, pubblicato nel 2013.

## Tracce
1. Overflows – 3:25
2. Me & You & Jackie Mittoo – 2:00
3. Void – 3:10
4. Staying Home – 1:15
5. Low F – 4:44
6. Trees of Barcelona – 3:10
7. Breaking Down – 3:25
8. Out of the Sun – 3:28
9. Your Theme – 3:25
10. FOH – 3:27
11. What Can We Do – 6:10